# ウルリッヒ・ディークマン
ウルリッヒ・ディークマン（ドイツ語：Ulrich Dieckmann，1963年 – ）は、ドイツ生まれのトロンボーン奏者である。また、合唱とオーケストラの指揮も担当する。

## 略歴
- デトモルト音楽大学に入学、ヴィリー・ヴァルター、マルティン・ボロフスキー、ハインツ・ファーデル各教授に師事。
- 1988年 国家音楽教員資格を取得
- 1991年 ヴェストファーレン福音教会 トロンボーン奏者

## 人物
1982年、オラフ・オット、ヘルマン・ボイマー、ウルリッヒ・ベーレンズらと共にトリトン・トロンボーン四重奏団を結成。主にイムカンプと2nd,3rdのパートを受け持っている。
北ドイツ・ブラス・コレギウムのメンバーでもある。